# Henri-Emile-Albert-Joseph Six
Henri-Emile-Albert-Joseph Six, belgijski general, * 4. maj 1877, † 4. november 1942.